# چارلز فرانسیس (شناگر)
چارلز فرانسیس (به انگلیسی: Charles Francis) (زادهٔ ۱۷ اوت ۱۹۸۸) شناگر اهل کانادا است.